# South East England
South East England (Đông Nam Anh) là vùng chính thức cấp một đông dân nhất tại Anh. Vùng gồm có các hạt Berkshire, Buckinghamshire, East Sussex, Hampshire, Isle of Wight, Kent, Oxfordshire, Surrey và West Sussex. Giống như các vùng khác ngoại trừ Đại London, South East England không có chính quyền được bầu cử.
Đây là vùng rộng lớn thứ ba tại Anh với 19.906 km², tổng dân số là trên 8,5 triệu người vào năm 2011. Trụ sở của các thể chế chính quyền vùng là tại Guildford, và vùng có bảy thành phố: Brighton và Hove, Canterbury, Chichester, Oxford, Portsmouth, Southampton và Winchester, cùng các khu dân cư lớn khác là Reading và Milton Keynes. South East England có vị trí lân cận Luân Đôn và có liên kết với một số xa lộ quốc gia, do vậy vùng trở thành một trung tâm kinh tế tại Anh, chỉ đứng sau thủ đô. Sân bay Gatwick của vùng là sân bay nhộn nhịp thứ nhì tại Anh Quốc, và đường bờ biển dọc eo biển Manche của vùng có nhiều tuyến phà đến đại lục châu Âu.
Vùng nổi tiếng với cảnh thôn quê, gồm có North Downs và Chiltern Hills cùng với hai công viên quốc gia: New Forest và South Downs. Sông Thames chảy qua vùng và lưu vực của nó được gọi là Thung lũng Thames. Đây cũng là nơi có một số địa điểm nổi tiếng quốc tế, như HMS Victory tại Portsmouth, Cliveden tại Buckinghamshire, Thorpe Park và RHS Wisley tại Surrey, Cung điện Blenheim tại Oxfordshire, Lâu đài Windsor tại Berkshire, Lâu đài Leeds, Vách đá Trắng Dover và Nhà thờ chính tòa Canterbury tại Kent, Bến tàu Brighton và Công viên Hammerwood tại East Sussex, và Cung điện Wakehurst tại West Sussex. Vùng có nhiều trường đại học; trong số đó Đại học Oxford được xếp vào hàng tốt nhất thế giới.
| Bản đồ                         | Hạt nghi lễ             | Huyện hạt nhất thể | Huyện                  |
| ------------------------------ | ----------------------- | --- | ---------------------- |
|                                | 1. Berkshire            | 1. Berkshire | a) West Berkshire U.A. |
| b) Reading U.A.                | 1. Berkshire            | 1. Berkshire |                        |
| c) Wokingham U.A.              | 1. Berkshire            | 1. Berkshire |                        |
| d) Bracknell Forest U.A.       | 1. Berkshire            | 1. Berkshire |                        |
| e) Windsor and Maidenhead U.A. | 1. Berkshire            | 1. Berkshire |                        |
| f) Slough U.A.                 | 1. Berkshire            | 1. Berkshire |                        |
| Buckinghamshire                | 2. Buckinghamshire      | a) South Bucks, b) Chiltern, c) Wycombe, d) Aylesbury Vale |                        |
| Buckinghamshire                | 3. Milton Keynes U.A.   | |                        |
| East Sussex                    | 4. East Sussex          | a) Hastings, b) Rother, c) Wealden, d) Eastbourne, e) Lewes |                        |
| East Sussex                    | 5. Brighton & Hove U.A. | |                        |
| Hampshire                      | 6. Hampshire            | a) Fareham, b) Gosport, c) Winchester, d) Havant, e) East Hampshire, f) Hart, g) Rushmoor, h) Basingstoke and Deane, i) Test Valley, j) Eastleigh, k) New Forest            |                        |
| Hampshire                      | 7. Southampton U.A.     | |                        |
| Hampshire                      | 8. Portsmouth U.A.      | |                        |
| 9. Isle of Wight               |                         | |                        |
| Kent                           | 10. Kent                | a) Dartford, b) Gravesham, c) Sevenoaks, d) Tonbridge and Malling, e) Tunbridge Wells, f) Maidstone, g) Swale, h) Ashford, i) Shepway, j) Canterbury, k) Dover, l) Thanet   |                        |
| Kent                           | 11. Medway U.A.         | |                        |
| 12. Oxfordshire                | 12. Oxfordshire         | a) Oxford, b) Cherwell, c) South Oxfordshire, d) Vale of White Horse, e) West Oxfordshire                                                                                   |                        |
| 13. Surrey                     | 13. Surrey              | a) Spelthorne, b) Runnymede, c) Surrey Heath, d) Woking, e) Elmbridge, f) Guildford, g) Waverley, h) Mole Valley, i) Epsom and Ewell, j) Reigate and Banstead, k) Tandridge |                        |
| 14. West Sussex                | 14. West Sussex         | a) Worthing, b) Arun, c) Chichester, d) Horsham, e) Crawley, f) Mid Sussex, g) Adur                                                                                         |                        |